# Zenonas Norkus
Zenonas Norkus (ur. 22 czerwca 1958 w Gryniach) – litewski socjolog i filozof. Profesor w Katedrze Socjologii Wydziału Filozoficznego Uniwersytetu Wileńskiego. Członek rzeczywisty Litewskiej Akademii Nauk.

## Życiorys
Szkołę średnią ukończył w Gryniach. W latach 1976–1981 studiował na Wydziale Filozoficznym Uniwersytetu Leningradzkiego, a w latach 1981-1984 kontynuował naukę na tej uczelni w ramach aspirantury. W 1984 r. obronił się pracą na temat filozofii logiki Edmunda Husserla.
Od 1985 r. wykłada na Uniwersytecie Wileńskim. W 2002 r. uzyskał habilitację (w ramach nauk społecznych) i został zatrudniony jako profesor. Od 2004 r. jest prodziekanem Wydziału Filozoficznego. W 2012 r. został członkiem rzeczywistym Litewskiej Akademii Nauk.
W 2009 r. otrzymał Nagrodę Litewskiej Akademii Nauk. W 2013 r. został odznaczony estońskim Orderem Krzyża Ziemi Maryjnej IV klasy.

## Praca naukowa
Zenonas Norkus zajmuje się filozofią historii i nauk społecznych, porównawczą socjologią historyczną oraz teorią racjonalnego wyboru i teorią Maxa Webera.

## Życie prywatne
Żonaty, ma córkę.

## Wybrane publikacje
- Istorika. Istorinis įvadas  (1996)[5]
- Max Weber und Rational Choice (2002)[6]
[wyd. lit. Max Weber ir racionalus pasirinkimas (2003)[7])]
- Kokia demokratija, koks kapitalizmas? Pokomunistinė transformacija Lietuvoje lyginamosios istorinės sociologijos požiūriu (2008)[8]
- On Baltic Slovenia and Adriatic Lithuania: a qualitative comparative analysis of patterns in post-communist transformation (2012)[9]
- Nepasiskelbusioji imperija. Lietuvos Didžioji Kunigaikštija lyginamosios imperijų istorinės sociologijos požiūriu (2009)[10]
[wyd. pol. Nie tytuł czyni imperium...: Wielkie Księstwo Litewskie w perspektywie porównawczej socjologii historycznej imperiów (2019)[11]]